# 利未支派
利未支派（或稱利未人），天主教思高聖經譯肋未支派（或稱肋未人），是雅各的兒子利未的後代，屬以色列十二支派之一，專責協助祭司進行宗教儀式，並管理會幕或聖殿內的一切事務。神選派利未人去事奉祂，因為利未人的祖先與摩西一起反對百姓拜偶像金牛犢（出埃及记32:26-27）。